# Drosophila gibberosa
Drosophila gibberosa är en tvåvingeart som beskrevs av Patterson och Gordon Mainland 1943. Drosophila gibberosa ingår i släktet Drosophila och familjen daggflugor.
Artens utbredningsområde är Mexiko.